# Фторид диспрозия(III)
Фторид диспрозия(III) — неорганическое соединение, 
соль диспрозия и плавиковой кислоты с формулой DyF3,
белые кристаллы,
не растворяется в воде.

## Получение
- Действие плавиковой кислоты на оксид диспрозия(III):

{\displaystyle {\mathsf {Dy_{2}O_{3}+6HF\ {\xrightarrow {}}\ 2DyF_{3}+3H_{2}O}}}
- Обменной реакцией:

{\displaystyle {\mathsf {DyCl_{3}+3HF\ {\xrightarrow {}}\ DyF_{3}\downarrow +3HCl}}}

## Физические свойства
Фторид диспрозия(III) образует белые кристаллы
ромбической сингонии,
пространственная группа P nma,
параметры ячейки a = 0,6460 нм, b = 0,6906 нм, c = 0,4376 нм, Z = 4.